# Tercera División Provincial de Fútbol de Lima 1931
La Tercera División Provincial de Lima, la edición del  año 1931. En ella participó los clubes limeños y chalacos que militaban en los campeonatos anteriores. Los mejores equipos del campeonato, son promovidos a la Segunda División Provincial de Lima del siguiente año.

## Historia
En 1931, se llevó a cabo la cuarta edición del campeonato. En él participaron los equipos que mantuvieron la categoría de la temporada pasada. Luego se adiciona los equipos descendidos de la Segunda División Provincial de Lima de la temporada pasada y los nuevos equipos afiliados a la Tercera División Provincial de Lima.
En su mayoría de los casos, los equipos campeones y subcampeones de cada serie ascienden a la división superior de la siguiente temporada. A su vez, es la última vez que los equipos del Callao, participan en el torneo, ya que para el siguiente año se afilian en todas la categorías de la Liga Provincial de Fútbol del Callao.
Se brindó 13 cupos para ascender a la Segunda División Provincial del siguiente año. Adicionalmente, en la Zona de Lima, se produjo un aumentó el número de equipos descendidos.

## Estructura

### Zona Lima

#### Serie 1
- Unión América - Campeón y asciende
- Juventud Sporting
- Atlético Ucayali
- Carlos de Piérola
- Alianza San Jacinto
- Black and White - descendido
- Sport Cabana - descendido
- Sport Aija - descendido
- Asociación Lucanas La Victoria - descendido

#### Serie 2
- Sport San Jacinto - Campeón y asciende
- Sportivo Melgar  - Subcampeón y asciende
- Lima F.B.C.
- Unión Mauricio Labrousse
- Deportivo Pensilvania
- Aurora Lima - descendido
- Juventud Sandino - descendido
- Atlético Perú - descendido
- Juventud Astro Lima - descendido

#### Serie 3
- Juventud Nepeña Lima - Campeón y asciende
- Atlético Libertad Lima   - Subcampeón y asciende
- Sportivo Parinacochas
- Pedro Flecha
- Departamento de Lambayeque
- Juventud White Star
- Alianza Magdalena - descendido
- Teniente Podestá - descendido
- Sporting Iris Lima - descendido
- Sport Magdalena - descendido

#### Serie 4
- Juventud Washington - Campeón y asciende
- Sport Victoria
- Asociación Deportiva Tarapacá
- Nicolás Maggiolo
- Unión Guadalupe
- Piloto Olímpico
- Foción Mariategui Lima - descendido
- Sportivo Lima FBC - descendido
- Asociación Lucanas La Victoria - descendido
- Social Victoria Lima - descendido

### Zona Rímac
- Atlético Espinar - Campeón y asciende
- Alianza Limoncillo
- Atlético Peruano
- Sportivo Parlemo
- Juventud Miraflores
- Association Rímac
- Asociación Bolívar Rímac
- Santa Rosa Rímac
- Sport Arica Infantas Rímac
- Roberto Acevedo Rímac
- Atlético Peruano N°2
- Sportivo Piamonte - descendido
- Octavio Espinoza  -descendido
- Ricardo Palma -descendido

### Zona Callao
- Atlético Excelsior - Campeón y asciende
- Atlético América - - Subcampeón y asciende
- Alianza Tucumán Bellavista
- Social Progresista Callao
- Boca Juniors Callao
- Social Victoria FBC Callao
- Radian Star Callao
- Sporting Bellavista Callao
- Alfonso Ugarte Callao
- Good Boys Bellavista - descendido
- Álvaro Marcos Sánchez - descendido
- Sportivo Palermo - descendido

### Zona de Balnearios

#### Serie 1
- Santiago de Surco - Campeón y asciende
- Libertad Chorrillos - Subcampeón y asciende
- Juventud Barranco
- Progreso Chorrillos
- Ayacucho Barranco
- Fraternal Barranco
- Nacional Miraflores
- Belgrano Chorrillos
- Defensor Perú Miraflores
- Belgrano Miraflores
- Obrero Chorrillos
- Sport Juventud Miraflores
- Alfonso Ugarte Barranco -descendido

#### Serie 2
- Independiente Miraflores - Campeón y asciende
- Alianza Miraflores - Subcampeón y asciende
- Oriental Chorrillos
- Atlético Miraflores
- Sastrería Leuro Miraflores
- Sport Calavera de Surco
- Estudiantes Chorrillos
- Buenos Aires Miraflores
- General Salomón Chorrillos
- Almagro Barranco
- Obrero Chorrillos (B)
- Deportivo Alto Perú Chorrillos -descendido

## Enlaces
- Segunda y Tercera Provincial de Lima del 1931
- Historia de la segunda división y de liga provincial de lima.